# Christopher Jones (ciclista)
Christopher "Chris" Jones (Redding, Califòrnia, 6 d'agost de 1979) és un ciclista estatunidenc professional des del 2007 i actualment a l'equip UnitedHealthcare. Combina la carretera amb el ciclocròs.

## Palmarès
- 2009
  - Vencedor d'una etapa al Joe Martin Stage Race
- 2016
  - 1r a la Killington Stage Race i vencedor de 2 etapes